# Покликання (фільм)
«Покликання» («Призвание») — радянський телефільм 1975 року, знятий режисером Августом Балтрушайтісом на кіностудії «Ленфільм».

## Сюжет
Герой фільму — велогонник, який мріє про тренерську роботу. Програвши своєму молодому протеже, Ігор щиро тішиться успіхом товариша. Вірячи в його успіх, він навіть поступається йому своїм місцем, коли у команди з'являється можливість взяти участь у міжнародних змаганнях.

## У ролях
- Юрій Каморний — Ігор Борисович Мельников, відомий велогонщик-тренер
- Юрій Григор'єв — Олег Ярцев, талановитий юнак-велогонщик
- Євгенія Вєтлова — Наталка
- Людмила Арініна — Тетяна Олександрівна Голованова
- Ірина Борисова — Надя (озвучена іншою актрисою)
- Михайло Владимиров — завгосп (озвучив О. Дем'яненко)
- Анатолій Горін — «Гігант», велогонщик-середнячок
- Сергій Зеленюк — епізод
- Людмила Ксенофонтова — попутниця Олега та Наді
- К. Кураєва — епізод
- С. Ларченко — епізод
- Н. Лісіцина — епізод
- П. Мозговий — епізод
- В. Письменний — епізод
- Анатолій Рудаков — «Рудий», велогонщик
- Анатолій Столбов — представник спорттовариства
- Г. Тимощенко — епізод
- Любов Тищенко — стартер
- Андрій Толубєєв — велогонщик
- Д. Трішин — епізод
- Юрій Пузирьов — чоловік на велогонках
- Олександр Ліпов — вболівальник, що дивиться репортаж із Брюсселя
- Володимир Артьомов — вболівальник, що дивиться репортаж із Брюсселя
- Олександр Ганноченко — вболівальник
- Людмила Зайцева — епізод

## Знімальна група
- Режисер — Август Балтрушайтіс
- Оператор — Володимир Бурикін
- Композитор — Владислав Успенський
- Художник — Семен Малкін